# Wakefield (New Hampshire)
Wakefield – miasto w Stanach Zjednoczonych, w stanie New Hampshire, w hrabstwie Carroll.